# Deus ex machina
Деус екс махина или Деус екс машина (лат. Deus ex machina, грч. 'ἀπὸ μηχανῆς θεός';ápo mēchanēs theós) је латинска изрека која се користи да опише неочекиван, вештачки или невероватан лик или силу која се изненада појављује и решава ствар која је до тада била нерешива. У пренесеном значењу изрека се користи да означи догађај који решава неку (безизлазну) ситуацију на начин који се коси са принципима логике и здравог разума.

## Порекло изреке
Термин води порекло из грчке (касније римске) античке трагедије у којој је коришћен да означи лик (бога или богове) у представи који се појављивао на крају комада доносећи решење заплета, чиме се окончавала радња и сам комад.
Сам термин у буквалном преводу значи Бог из машине, чиме је означаван у комаду тај лик кога је кран (односно машина) уносио на сцену.